# Rivea hypocrateriformis
Rivea hypocrateriformis är en vindeväxtart som först beskrevs av Louis Auguste Joseph Desrousseaux, och fick sitt nu gällande namn av Jacques Denys Denis Choisy. Rivea hypocrateriformis ingår i släktet Rivea och familjen vindeväxter. Inga underarter finns listade i Catalogue of Life.

## Bildgalleri

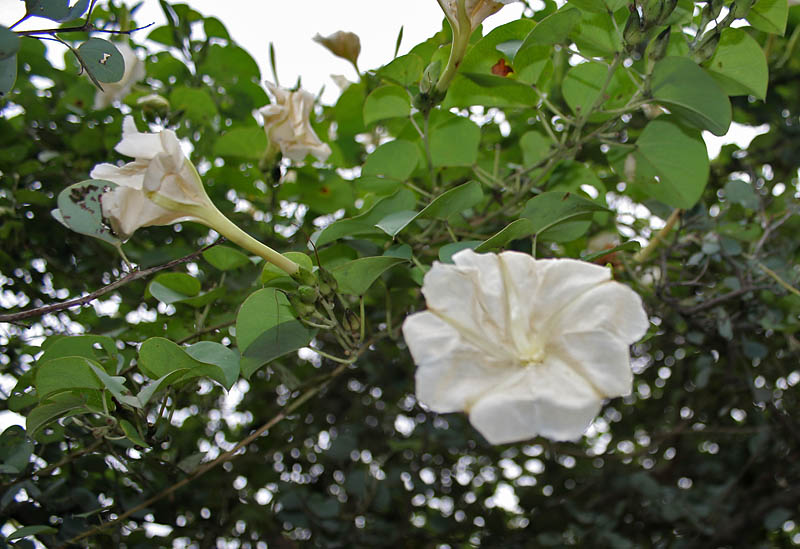
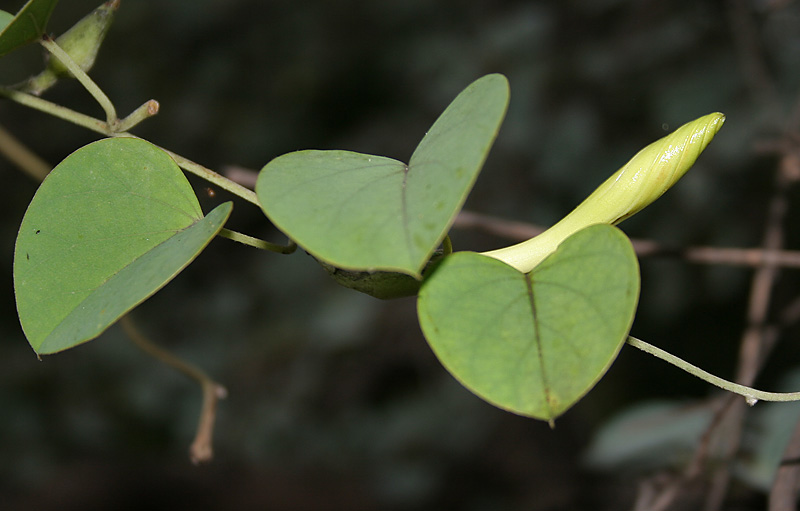